# Walter Ulbricht
Walter Ernst Paul Ulbricht (30. června 1893 Lipsko – 1. srpna 1973 Templin severně od Berlína) byl německý komunistický politik, generální tajemník Sjednocené socialistické strany Německa v letech 1950 až 1971, od roku 1960 do roku 1973 předseda Státní rady Německé demokratické republiky.

## Mládí
Narodil se do rodiny krejčího v Lipsku. Po absolvování základního vzdělání nastoupil na cestu truhlářského učně. Jeho rodiče se aktivně podíleli na aktivitách SPD a sám Ulbricht do této socialistické strany vstoupil v roce 1912.

## První světová válka aVýmarská republika
V rozmezí let 1915–17 bojoval na východní frontě v Haliči a také na Balkáně. Zde také roku 1917 dezertoval z císařské armády.
V roce 1919 se podílel na založení Komunistické strany Německa (KPD). V roce 1923 se stal členem ústředního výboru strany. Mezi lety 1924 a 1925 navštěvoval Mezinárodní Leninovu školu v Moskvě, kde se mu dostalo komunistického vzdělání. V roce 1926 byl zvolen do saského zemského sněmu, v roce 1928 se dostal i do Říšského sněmu. Od roku 1929 vedl KPD v Berlíně a Braniborsku.
V posledních letech Výmarské republiky byly běžné kruté střety mezi demonstranty a policií, které častokrát končily i úmrtími na obou stranách. V roce 1931 Ulbricht rozhodl, že za každého zabitého komunistického demonstranta bude zabit jeden policista.[zdroj?] V srpnu 1931 na Ulbrichtův popud jeho soudruzi Heinz Neumann a Hans Kippenberger naplánovali vraždu policejního kapitána Paula Anlaufa. Vraždu úspěšně vykonal Ulbrichtův budoucí ministr státní bezpečnosti Erich Mielke, společně s Anlaufem byl zabit i další policista Franz Lenck.

## 1933–1945
Po převzetí moci nacisty Ulbricht v březnu 1933 opustil Německo. V letech 1933–1937 žil v Paříži a v Praze, poté ve Stockholmu, odkud nakonec odcestoval do Sovětského svazu.
Během španělské občanské války měl na starost kontrolu Němců bojujících na straně republikánů a při podezření, že nejsou spolehliví, je nechal odvléct do Moskvy před soud, anebo na místě popravit.
Byl zastáncem paktu Ribbentrop–Molotov, protože jej viděl jako „možnost, jak se nacistický a komunistický pracující lid může bránit francouzsko-anglosaskému imperialismu“.[zdroj?]
Po začátku Operace Barbarossa byl Ulbricht vedoucí osobností v uskupení německých komunistů, kteří pod přísným dohledem NKVD bojovali proti Hitlerovi. Jejich práce spočívala v konzultacích, špionáži, propagandě a případném výslechu zajatců.
Po vítězství u Stalingradu vedla Ulbrichtova skupina výslechy četných německých zajatců. Šéf NKVD Lavrentij Berija se o něm vyjádřil: „Za celý svůj život jsem nepoznal většího idiota.“.

## Pokládání základů NDR

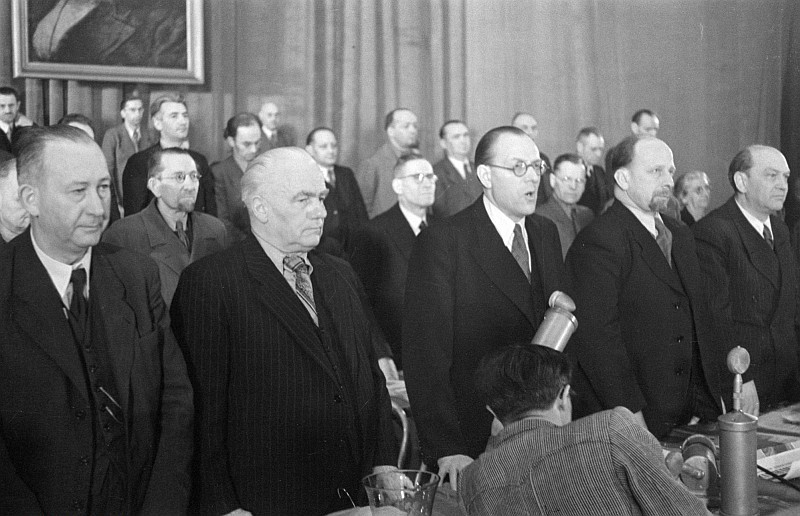
Členové SED v roce 1946, Ulbricht druhý zprava

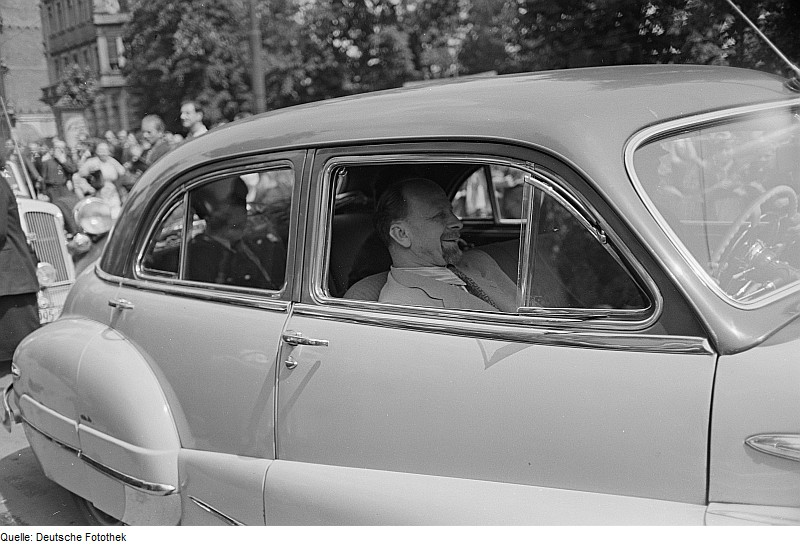
Ulbricht cestuje na zasedání SED (1950)

V roce 1945, po válce, se Ulbrichtova skupina vrátila do Německa, kde si vzala za cíl v sovětské okupační zóně znovuoživit německý komunismus po vzoru stalinského Sovětského svazu. Tato snaha se projevila založením Jednotné socialistické strany Německa (SED). Ta vznikla sloučením komunistů a sociálních demokratů. V počátečním období v jejím čele stáli současně dva spolupředsedové, Wilhelm Pieck (dříve KPD) a Otto Grotewohl (dříve SPD). Po vzniku Německé demokratické republiky v roce 1949 se stal Grotewohl předsedou vlády, Ulbricht jejím místopředsedou.

## Vůdce NDR

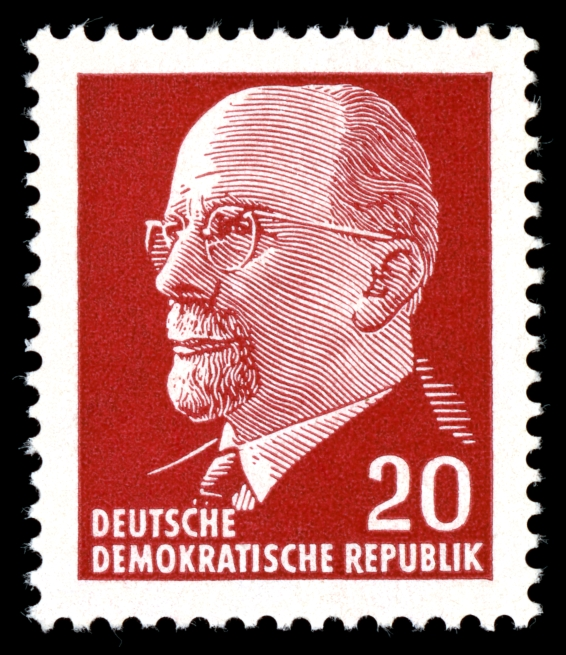
Ulbricht na poštovní známce NDR (1961)

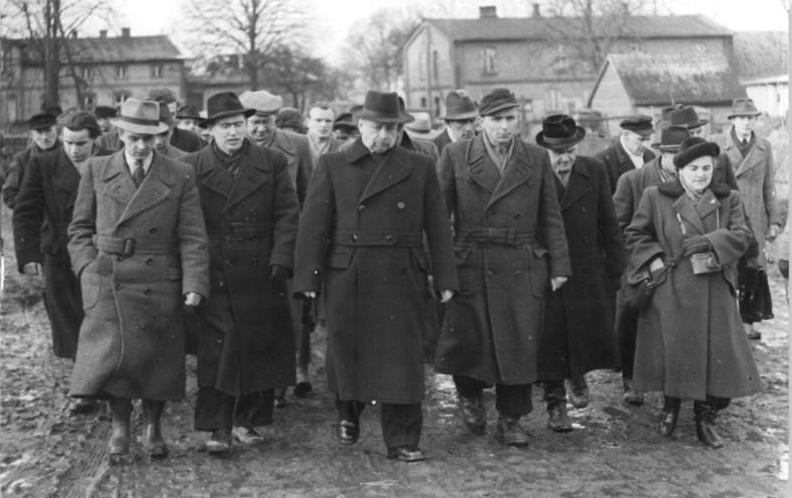
Ulbricht v zemědělském družstvu Trinwillershagen (1953)

V roce 1950 byla vytvořena nová nejvyšší stranická funkce generální tajemník (od roku 1953 první tajemník). Generálním tajemníkem se stal Ulbricht.
Po Stalinově smrti v roce 1953 byla Ulbrichtova pozice mírně ohrožena, protože se jednalo o typického „Stalinova vazala“, ale Ulbricht toto těžší období přečkal bez větších problémů.
Jeho hospodářská politika byla ve znamení pětiletky vytyčené už v roce 1950, která si dávala hlavně za cíl zdvojnásobit průmyslovou sílu Východního Německa.
V roce 1952 začal Ulbricht s realizací industrializace NDR podle zastaralého stalinského modelu – soustředit se pouze na těžký průmysl, bez ohledu na potřeby obyvatelstva a nákladnost surovin. Ta troška spotřebního zboží pro potřeby občanů východního Německa, která existovala, byla nevalné kvality.
Toto a další věci vedlo k masivnímu odlivu obyvatelstva v rozmezí let 1952–1953. Do Západního Německa uteklo více než 360 000 lidí.

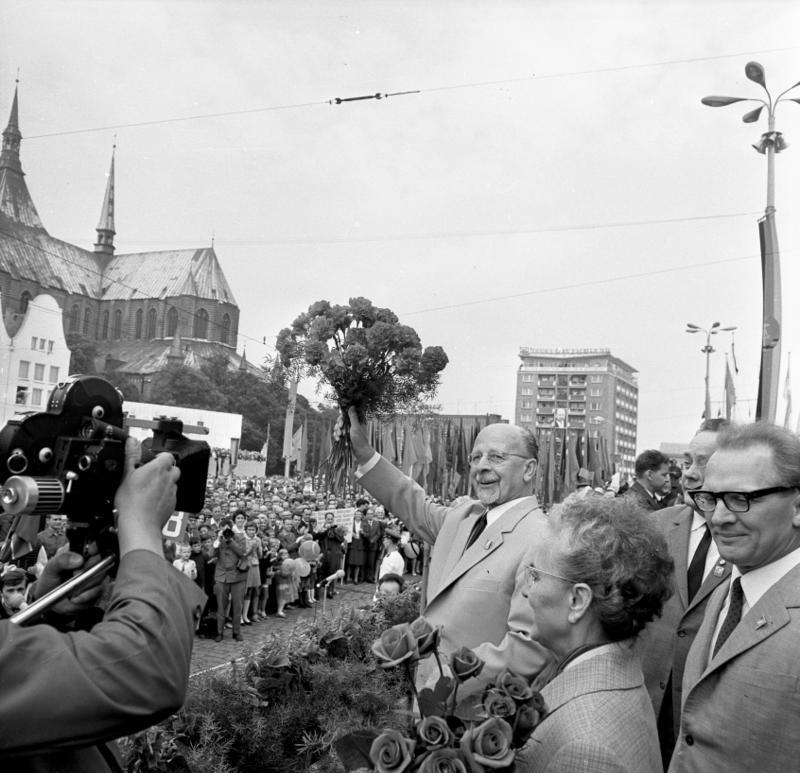
Ulbricht v Rostocku v červenci 1967

Roku 1957 proběhla oficiální návštěva Anastase Mikojana, člena sovětského politbyra, v NDR. Ulbricht toho využil k demonstraci „kvalit organizovaného zemědělství“ a uspořádal exkurzi do zemědělského družstva v Trinwillershagenu.
V roce 1960, po smrti Wilhelma Piecka, byl zrušen úřad prezidenta a byl nahrazen Státní radou, jejímž předsedou byl zvolen právě Ulbricht. Tím se Ulbricht de facto stal neomezeným vůdcem NDR.
Přesto se nedařilo omezit útěk obyvatel na Západ. Do roku 1961 uteklo do NSR více než 1,65 milionu lidí, což nakonec donutilo Ulbrichtův režim začít 13. srpna 1961 se stavbou Berlínské zdi. Známý je jeho výrok „Nikdo nemá úmysl vystavět zeď“, pronesený dva měsíce před jejím vznikem.
Od roku 1963 se Ulbrichtovo vedení pokoušelo zreformovat jak ekonomický systém, učinit jej méně centralizovaným a více flexibilním, tak i zlepšit přístup státu k obyvatelům. Obojí se více méně podařilo.
I přes to politický odpor jak uvnitř strany tak i mezi obyvatelstvem rostl, což nahrávalo do karet budoucímu nástupci Ulbrichta, Erichu Honeckerovi.
V roce 1968 podpořil aktivní účast východoněmeckých vojsk na invazi vojsk Varšavské smlouvy do Československa, navzdory historickým reminiscencím. Podle německých historiků Ulbricht cítil jako ponížení, když Brežněv na žádost Koldera a Biľaka nakonec rozhodl, že armáda NDR na území Československa nevstoupí a při invazi sehraje pouze druhořadou roli. Panovaly obavy, že přítomnost německých vojáků mezi okupačními vojsky mohla mezi Čechy vyvolat vzpomínky na německou okupaci z března 1939.

## Konec politické kariéry aposlední léta

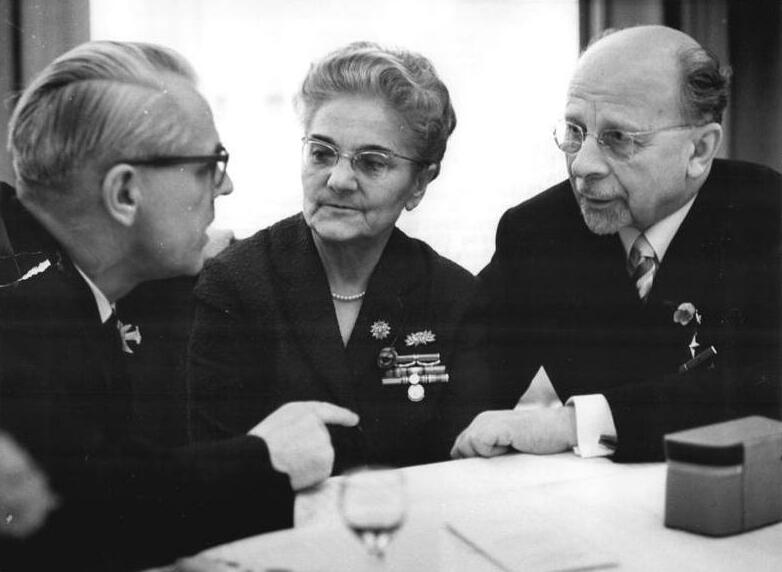
Ulbricht v roce 1967 s manželkou Lotte

Ulbricht neměl pozitivní vztah s Leonidem Brežněvem, což se později ukázalo jako jeho zásadní chyba. 3. května 1971 byl Ulbricht donucen opustit nejvyšší stranickou funkci z důvodů „chatrného zdraví“ a byl (s tichým souhlasem Sovětů) nahrazen Erichem Honeckerem.
Zemřel 1. srpna 1973 ve státním penzionu ve městě Dollnsee. Byl pohřben s vysokými státními poctami, místo posledního odpočinku našel v Zentralfriedhof Friedrichsfelde mezi dalšími významnými komunistickými představiteli NDR.
I přes svoji nesmlouvavou politiku po stalinském vzoru, která mu nevynášela ani mezi kolegy, ani mezi veřejností popularitu, byl známý jako inteligentní a obratný politik. Měl upřímnou snahu pozvednout životní úroveň východních Němců tak, aby byla srovnatelná se západem, což se mu nepodařilo.

## Vyznamenání
- Hrdina Sovětského svazu – SSSR, 1963
- velkostuha Řádu Nilu – Egypt, 1965
- Leninův řád – SSSR, 1963
- Řád Říjnové revoluce – SSSR, 28. června 1968
- Řád vlastenecké války I. třídy – SSSR
- Řád vlastenecké války II. třídy – SSSR[4]
- Řád rudého praporu práce – SSSR
- Řád přátelství mezi národy – SSSR
- Hrdina práce – Východní Německo, 1953, 1958 a 1963
- Řád Karla Marxe – Východní Německo, 1953, 1958 a 1963